# Jackman Flats Park
Jackman Flats Park är en park i Kanada.   Den ligger i provinsen British Columbia, i den centrala delen av landet, 3 200 km väster om huvudstaden Ottawa. Jackman Flats Park ligger 780 meter över havet.
Terrängen runt Jackman Flats Park är varierad. Trakten runt Jackman Flats Park är nära nog obefolkad, med mindre än två invånare per kvadratkilometer.. Närmaste större samhälle är Valemount, 17,1 km sydost om Jackman Flats Park.
I omgivningarna runt Jackman Flats Park växer i huvudsak barrskog.